# Aloisea Inyumba
Aloisea Inyumba (28 tháng 12 năm 1964 – 6 tháng 12 năm 2012) là một chính trị gia Rwanda, từng giữ chức Bộ trưởng Xúc tiến Gia đình và Giới tính của đất nước và là thư ký điều hành của Ủy ban Thống nhất và Hòa giải Quốc gia.
Trong khi học ngành công tác xã hội và quản trị xã hội tại Đại học Makerere ở Uganda, cô đã tham gia Mặt trận yêu nước Rwanda.
Bản điếu văn trong đám tang của cô được đưa ra bởi Tổng thống Paul Kagame.

## Cuộc sống ban đầu
Aloisea Inyumba được sinh ra vào ngày 28 tháng 12 năm 1964 tại Uganda, có cha mẹ sinh ra ở Rwanda. Cô được sinh ra sau cuộc Cách mạng Rwanda năm 1959, nơi chứng kiến sự thành lập một nền cộng hòa do đa số người dân tộc Hutu thống trị, và đàn áp người Tutsi thiểu số. Trong khi cha mẹ cô vẫn còn sống ở Rwanda, và trước khi cô được sinh ra, cha của Inyumba đã bị giết trong một vụ thảm sát ở Tutsi; Mẹ cô đã trốn thoát cùng với năm anh chị em của mình và gia đình đã chạy trốn đến sự an toàn của Uganda.
Inyumba sống thời thơ ấu của mình ở Uganda, hoàn thành việc học ở đó, và sau đó tiếp tục đến Đại học Makerere ở Kampala, để học lấy bằng công tác xã hội và quản trị xã hội. Năm 1985, cô có cuộc gặp đầu tiên với Paul Kagame, một người tị nạn Rwandan khác, lúc đó đang phục vụ trong quân đội nổi dậy của Yoweri Museveni. Một năm sau, Museveni nắm quyền kiểm soát đất nước và thăng cấp Kagame và đồng nghiệp Rwandan Fred Rwigyema lên các sĩ quan trong quân đội quốc gia. Kagame và Rwigyema đảm nhận các vị trí này, nhưng mục tiêu cuối cùng của họ là trở về bằng vũ lực với đất nước của họ, để tạo điều kiện cho người tị nạn trở về. Kagame và Rwigyema tham gia và tiếp quản Mặt trận Yêu nước Rwanda,  một tổ chức giải phóng Rwandan, và Inyumba cũng tham gia.

## Sự nghiệp chính trị
Sau chiến thắng quân sự RPF vào tháng 7 năm 1994, Inyumba được bổ nhiệm vào chính phủ chuyển tiếp mới thành lập; Chính phủ này được lãnh đạo bởi Tổng thống Pasteur Bizimungu, nhưng đất nước này thực tế do Paul Kagame lãnh đạo. Cô đã được bổ nhiệm vào chức vụ Bộ trưởng Bộ Giới và Xúc tiến gia đình, và bắt đầu một chương trình phối hợp để đòi hỏi phụ nữ trong việc xây dựng lại Rwanda.
Năm 2011, cô được bổ nhiệm lại vào vai trò trước đây là Bộ trưởng Bộ Giới và Gia đình, một vai trò mà cô giữ cho đến khi qua đời vào năm 2012.

## Cuộc sống cá nhân và cái chết
Aloisea Inyumba đã kết hôn với Tiến sĩ Richard Masozera, cựu Tổng Giám đốc Cơ quan Hàng không Dân dụng Rwanda (RCAA). Cặp đôi bắt đầu hẹn hò khi cả hai đều là sinh viên tại Đại học Makerere ở Kampala. Hai vợ chồng có hai con, một gái và một trai.
Inyumba qua đời vào ngày 6 tháng 12 năm 2012 tại nhà cô ở Kigali. Cô đã bị ung thư vòm họng, và gần đây đã trở về nhà sau khi tìm cách điều trị ở Đức. Inyumba đã được trao một tang lễ nhà nước tại tòa nhà Quốc hội Rwanda ở Kigali, và điếu văn của cô đã được giao bởi chủ tịch của đất nước, Paul Kagame. Kagame mô tả cô là một nhà lãnh đạo vị tha, "một cán bộ rất tốt và rõ ràng về ý thức hệ". Các diễn giả khác tại tang lễ bao gồm Bộ trưởng Nội vụ Protais Musoni và Phó thống đốc Ngân hàng Quốc gia Rwanda, Monique Nsanzabaganwa.

### Trích dẫn công việc
- Prunier, Gérard (1999). The Rwanda Crisis: History of a Genocide (ấn bản thứ 2). Kampala: Fountain Publishers Limited. ISBN 978-9970-02-089-8.  Prunier, Gérard (1999). The Rwanda Crisis: History of a Genocide (ấn bản thứ 2). Kampala: Fountain Publishers Limited. ISBN 978-9970-02-089-8.  Prunier, Gérard (1999). The Rwanda Crisis: History of a Genocide (ấn bản thứ 2). Kampala: Fountain Publishers Limited. ISBN 978-9970-02-089-8.
- Kinzer, Stephen (2008). A Thousand Hills: Rwanda's Rebirth and the Man Who Dreamed it . Hoboken, N.J.: John Wiley & Sons. ISBN 978-0-470-12015-6.  Kinzer, Stephen (2008). A Thousand Hills: Rwanda's Rebirth and the Man Who Dreamed it . Hoboken, N.J.: John Wiley & Sons. ISBN 978-0-470-12015-6.  Kinzer, Stephen (2008). A Thousand Hills: Rwanda's Rebirth and the Man Who Dreamed it . Hoboken, N.J.: John Wiley & Sons. ISBN 978-0-470-12015-6.